# ژو یوگوانگ
ژو یوگوانگ (پین‌یین: Zhōu Yǒuguāng؛ زادهٔ ۱۳ ژانویهٔ ۱۹۰۶ – درگذشته ۱۴ ژانویهٔ ۲۰۱۷) زبان‌شناس، بانک‌دار، اقتصاددان، استاد دانشگاه، اسپرانتیست، مترجم، ناشر، و ابرصدسالهٔ اهل جمهوری خلق چین بود.

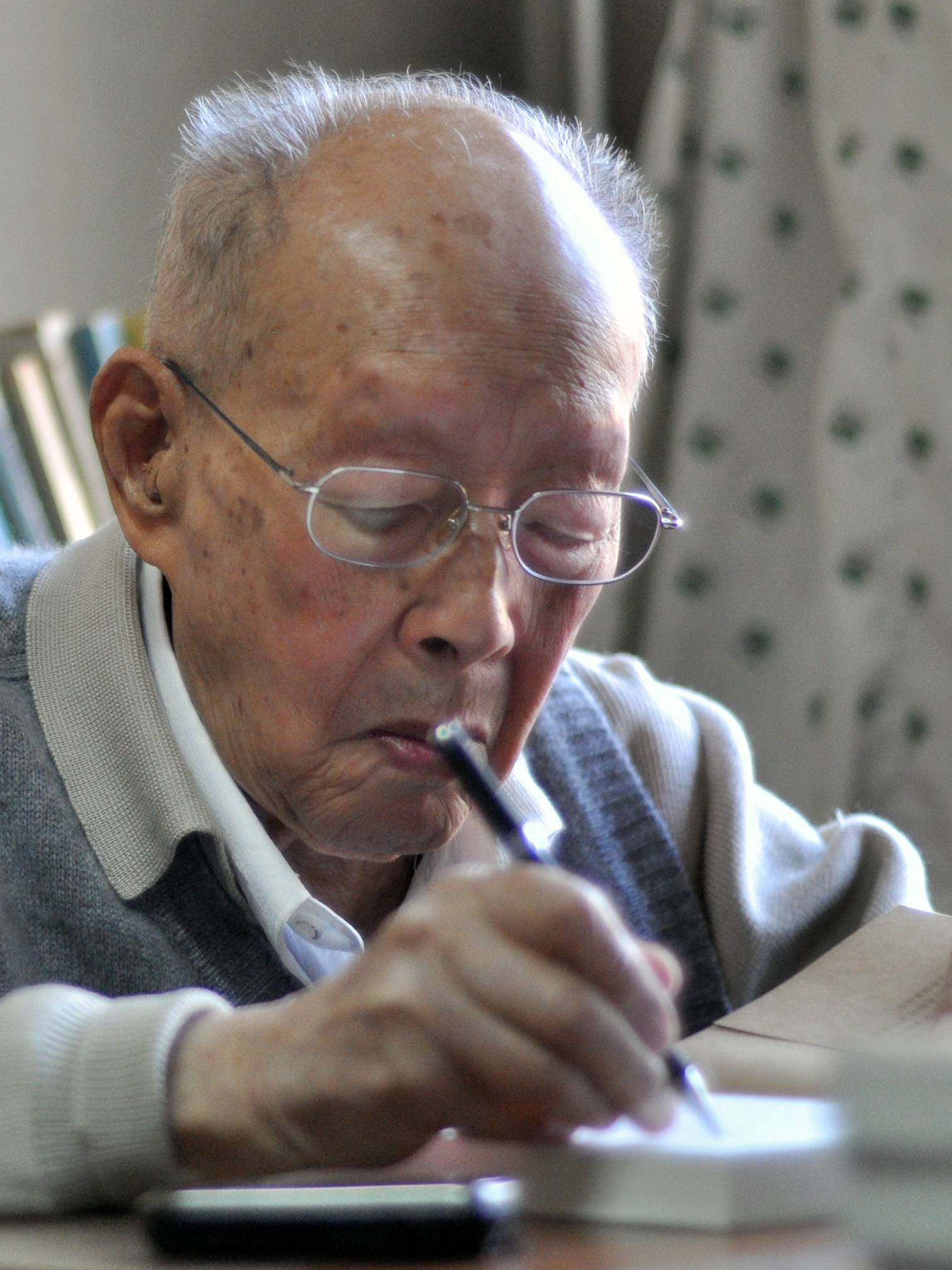
ژو در خانه خود در پکن در سال ۲۰۱۲، در ۱۰۶ سالگی

از او به عنوان پدر پین‌یین یاد می‌شود. که یک سیستم برای نوشتن چینی ماندارین با حروف رومی یا لاتین است و به‌طور رسمی توسط دولت جمهوری خلق چین در سال ۱۹۵۸، سازمان بین‌المللی استانداردسازی (ISO) در سال ۱۹۸۲ و سازمان ملل در سال ۱۹۸۶ به تصویب رسید.